# Della pubblica felicità
Della pubblica felicità è tra le principali opere dell'illuminista moderato e cattolico Ludovico Antonio Muratori, pubblicata nel 1749. L'opera costituisce un autentico manuale di riformismo moderato, esempio di conciliazione fra Illuminismo e cattolicesimo.

## Contesto
L'opera si inscrive in un contesto europeo che appariva relativamente pacifico: nel 1748 l'Europa aveva raggiunto un equilibrio piuttosto stabile, era quindi possibile organizzare serie riforme, che rendessero la società meno ingiusta.

## Contenuto dell'opera